# Павони, Лодовико
Святой Лодови́ко Паво́ни (итал. Lodovico Pavoni, 11 сентября 1784, Брешиа, Брешиа — 1 апреля 1849, Роденго-Саяно, Ломбардо-Венецианское королевство) — итальянский католический священник, проповедовавший в городе Брешиа. В 1825 году основал монашескую конгрегацию «Сыновья Непорочной Марии» (больше известную как «павонианцы»), которая занималась образованием юношей.

## Биография
Родился в Брешии 11 сентября 1794 года в семье Алессандро Павони и Лелии Понкарали; у него было четыре младших брата. Был способным ребёнком, хорошо рисовал, был искусен в охоте и верховой езде. Учился богословию в доме священника-доминиканца Карло Доменико Феррари — будущего епископа Брешии — поскольку в то время император французов закрыл семинарии.

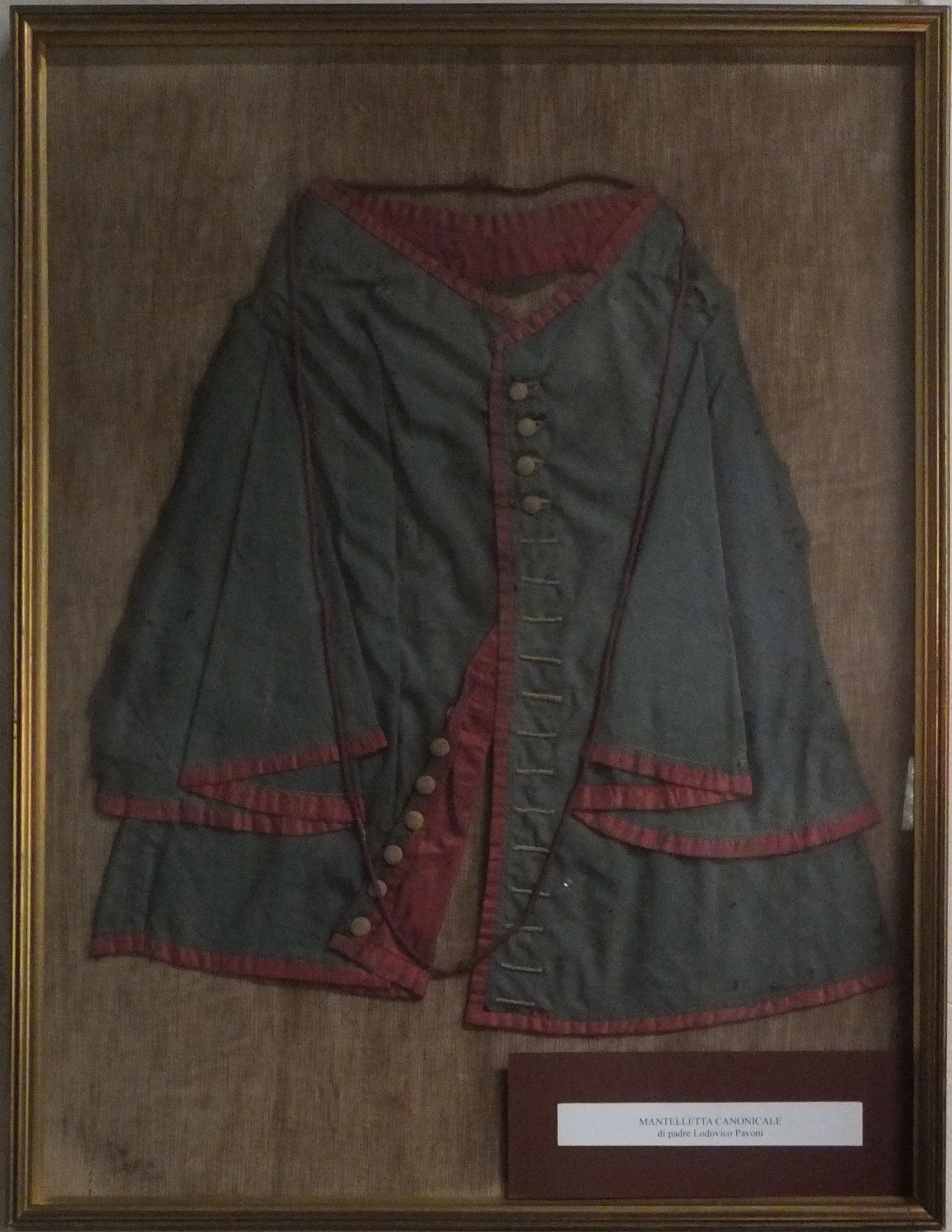
Мантия Павони в музее Брешии.

В 1807 году рукоположен в священники; в 1812 году назначен помощником епископа Габрио Навы; в 1818 года определён служить в церковь Святого Варнавы. В 1818 году получил разрешение основать приют и ремесленное училище, которое в 1821 году преобразовалось в «Институт Святого Варнавы», а ещё через два года обзавелось собственной типографией. Основал свою собственную религиозную конгрегацию в 1825 году, известную как «Сыновья Непорочной Марии» (или «павонианцы»). Орден активно помогал жертвам холеры в 1836 году. 3 июня 1844 года Павони был награжден титулом Рыцаря Железной короны от императора Австрии Фердинанда I. Папа Григорий XVI дал официальное согласие на нахождение конгрегации в Брешии в марте 1843 года после получения одобрения Римской курии; император Франц Иосиф I дал имперское разрешение в декабре 1846 года.
Весной 1849 году он делал всё возможное для помощи в эпидемии холеры во время Десятидневного конфликта между Австрией и Брешией. Австрийцы начали грабить Брешию, поэтому Павони увёл людей, находящихся под его опекой, в новициат, расположенный на холме Саяно. Павони умер на рассвете 1 апреля 1849 года в последний день восстания, когда Брешиа была в огне.
Орден, основанный Павони, получил официальное папское одобрение от папы Льва XIII в 1882 году и вдохновил таких священников, как Джованни Боско и Леонардо Муриальдо — будущих святых. По состоянию на 2008 год орден действовал в шести странах мира, включая Испанию и Колумбию, и насчитывал 210 членов (из них 107 священников) и 34 обители.

## Почитание

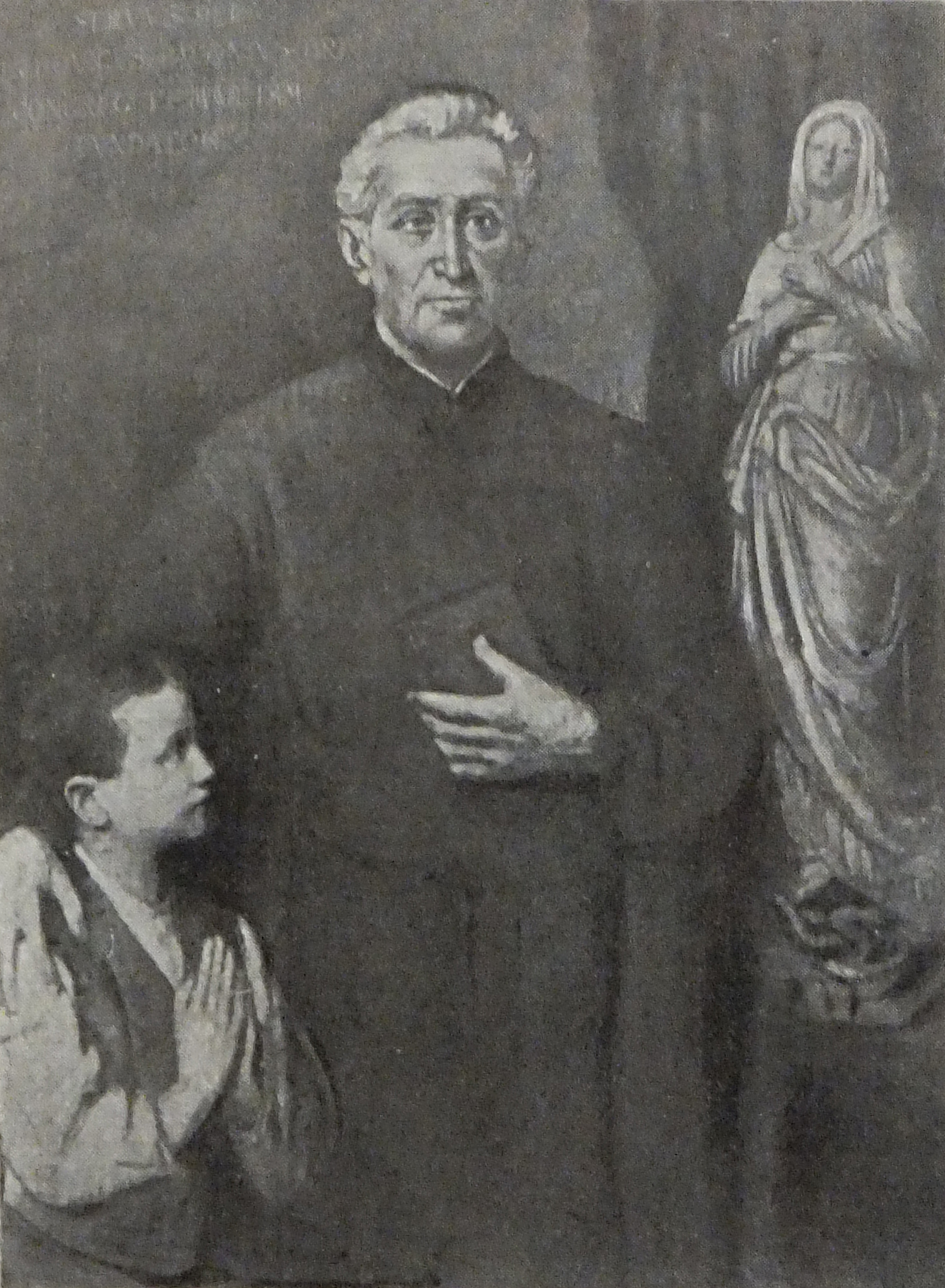
Павони в 1913 году

Папа Пий XII провозгласил Павони слугой Божьим 12 марта 1919 года. Папа Пий XII объявил его досточтимым 5 июня 1947 года, признав героические заслуги. В документе Павони упоминается как «…другой Филипп Нери… предшественник Джованни Боско… идеальный последователь святого Джузеппе Коттоленго». Папа Иоанн Павел II беатифицировал его 14 апреля 2002 года. Папа Франциск причислил его к лику святых на мессе на площади Святого Петра 16 октября 2016 года.
День памяти — 1 апреля.